# Disporella julesi
Disporella julesi is een mosdiertjessoort uit de familie van de Lichenoporidae. De wetenschappelijke naam van de soort is voor het eerst geldig gepubliceerd in 2004 door d'Hondt & Mascarell.